# Renwu (häradshuvudort i Kina, Tibet Autonomous Region, lat 29,61, long 89,01)
Renwu (kinesiska: 仁伍, Nanmulin Xian, 南木林县) är en häradshuvudort i Kina. Den ligger i den autonoma regionen Tibet, i den sydvästra delen av landet, omkring 210 kilometer väster om regionhuvudstaden Lhasa. Antalet invånare är 74 930. Befolkningen består av 35 656 kvinnor och 39 274 män. Barn under 15 år utgör 26,0 %, vuxna 15-64 år 67 %, och äldre över 65 år 5,0 %.
Runt Renwu är det glesbefolkat, med 12 invånare per kvadratkilometer. Renwu är det största samhället i trakten. Trakten runt Renwu består i huvudsak av gräsmarker.
Genomsnittlig årsnederbörd är 686 millimeter. Den regnigaste månaden är juli, med i genomsnitt 216 mm nederbörd, och den torraste är november, med 1 mm nederbörd.